# Ларошфуко, Франсуа II де
Франсуа II де Ларошфуко (фр. François II de La Rochefoucauld; 1494—1533) — французский аристократ, второй граф де Ларошфуко, принц де Марсийяк.
Старший сын Франсуа I де Ларошфуко и Луизы де Крюссоль. Его отец был крёстным отцом короля Франциска I, и после восшествия последнего на престол в 1515 году барония Ларошфуко была возведена в ранг графства.
17 февраля 1518 года Франсуа II женился на Анне де Полиньяк, вдове Шарля де Бёй, погибшего в битве при Мариньяно (1515). Молодая пара занялась реконструкцией Вертёй в департаменте Шаранта.
Франсуа II участвовал в Итальянских войнах и в 1525 году вместе с королём попал в плен в битве при Павии.
Скончался от болезни в 1533 году в возрасте 39 лет. Похоронен в церкви Сен-Франсуа в Вертёй-сюр-Шарант.

### Титулы
- Принц де Марсийяк[фр.] (с 1500 года)
- граф де Ларошфуко (с 1517 года)
- Барон де Вертёй и де Монтиньяк-Шарант
- Сеньор де Турье, де Мартон, де Бланзак и де Монтандр

### Дети
- Франсуа III де Ларошфуко (1521—1572), граф де Ла Рошфуко
- Жан де Ларошфуко, сеньор де Бланзак, аббат Мармутье
- Шарль де Ларошфуко (1520—1583), граф де Рандан, сеньор де Люге
- Франсуаза де Ларошфуко, графиня де Кандаль
- Мария де Ларошфуко, приоресса в Пуасси
- Жанна де Ларошфуко, аббатиса монастыря Нотр-Дам де Сент
- Франсуаза де Ларошфуко (1531—1606), аббатиса того же монастыря после смерти сестры